# Рудольф I (епископ Констанца)
Рудольф I фон Габсбург-Лауфенбург (нем. Rudolf von Habsburg-Laufenburg, †1293) — второй граф Габсбург-Лауфенбург; епископ Констанца в период с 1274 по 1293 годы.
Рудольф был вторым сыном графа Рудольфа Молчаливого, основателя лауфенбургской линии Габсбургов, и его жены Гертруд фон Регенсберг. Его братьями были Готтфрид I (†1271) и Эберхард I (†1284) Габсбург-Лауфенбургские; король Рудольф I приходился ему двоюродным братом.
Определённый для духовной карьеры, Рудольф был с 1255 по 1262 годы домским каноником в Базеле, в 1259 году — приходским священником в Дитиконе, с 1262 по 1274 годы — пробстом в Базеле (одновременно, в 1266 году, изучая юриспруденцию в Болонье), и в 1270—1272 годах — пробстом коллегиального капитула св. Мартина в Райнфельдене.
После смерти своего старшего брата Готтфрида в 1271 году, оставившего малолетнего сына Рудольфа III (1270—1314), он вместе со своим младшим братом Эберхардом, графом Кибурга с 1273 года, осуществлял регентство над ландграфством Клеттгау (до 1288 года).
В 1274 году констанцский домский капитул избрал его новым предстоятелем констанцской епархии, а посвящение его в сан совершил папа Григорий X в октябре следующего года в Лозанне во время переговоров с избранным королём Рудольфом.
В том же 1275 году, следуя призыву папы пожертвовать десятую часть доходов епископства на новый Крестовый поход, Рудольф Габсбург-Лауфенбургский повелел составить список приходов епархии и их доходов — первый в истории констанцского епископства.
В 1284 году после смерти его брата Эберхарда, Рудольф стал фактическим главой лауфенбургской ветви Габсбургов, переняв управление и графством Кибург. В этом качестве он известен благодаря своим активным усилиям по защите семейных владений от претензий короля Рудольфа I, попытавшегося использовать своё властное положение для укрепления собственного влияния в северной Швейцарии. При этом смерть короля в 1291 году едва ли разрядила обстановку: его сын, австрийский герцог Альбрехт продолжал агрессивную политику своего отца, вызвав к жизни широкий союз южногерманских князей, в который, кроме епископа Констанца, входили графы фон Монфорт, фон Нелленбург, фон Рапперсвиль-Хомбург, кантоны Швиц, Ури и города Констанц, Цюрих, Берн и Люцерн, а также граф Амадей V Савойский. Однако, благодаря своему военному превосходству, Альбрехт смог уже в 1292 году принудить Рудольфа к заключению мирного соглашения. Вскоре после этого епископ скончался в Цюрихе.